# Station Oxford
Oxford is een spoorwegstation van National Rail in Oxford in Engeland. Het station is eigendom van Network Rail en wordt beheerd door Great Western Railway.